# General Aviation XA-7
Il General Aviation XA-7 fu un aereo da attacco al suolo monomotore e monoplano, realizzato dall'azienda aeronautica statunitense General Aviation Corporation agli inizi degli anni trenta.
Realizzato su richiesta degli United States Army Air Corps per equipaggiare i propri reparti d'attacco con un nuovo modello che sostituisse i precedenti biplani, uscì sconfitto nella competizione con il Curtiss A-8 ed il suo sviluppo fu abbandonato.

## Storia del progetto
Sul finire del 1929 l'USAAC decise di rivolgere la propria attenzione verso i velivoli monoplano e il primo passo fu quello di sostituire nelle unità destinate all'attacco al suolo i Curtiss Falcon all'epoca in servizio.
Secondo le richieste delle autorità, il nuovo aereo avrebbe dovuto essere monoplano, interamente metallico ed equipaggiato con il motore Curtiss Conqueror.
L'ordine per un prototipo denominato XA-7 fu sottoscritto con la Fokker Aircraft Corporation nel mese di dicembre e l'aereo fu identificato internamente come Model 17; prima del suo completamento, le vicende societarie dell'azienda portarono a modificarne la ragione sociale in General Aviation Corporation nel maggio del 1930.
L'XA-7 fu il primo aereo realizzato su commissione dalla Fokker negli USA: fino a quel momento l'azienda fondata da Anthony Fokker aveva sempre offerto i propri prodotti dopo averne concepito il progetto in piena autonomia; inoltre si trattava di una delle prime realizzazioni interamente metalliche del costruttore, che ancora non aveva raggiunto la completa padronanza dei relativi processi costruttivi, malgrado le sperimentazioni già avviate.
Il primo volo con l'XA-7 fu realizzato nel gennaio del 1931, con sei mesi d'anticipo rispetto al concorrente Curtiss XA-8; in seguito il prototipo fu consegnato all'USAAC presso lo Wright Field e sottoposto ad un considerevole ciclo di prove di volo.

## Tecnica
Il General Aviation XA-7 era un aereo dalla struttura interamente metallica, con doppio abitacolo disposto in tandem e completamente scoperto ricavato nella fusoliera di sezione ovale. L'ala a sbalzo era collegata alla parte inferiore della fusoliera e l'impennaggio era di tipo classico.
Il carrello d'atterraggio, fisso, si caratterizzava per le ampie carenature «a pantalone» degli elementi anteriori che lasciavano spuntare nella zona inferiore solo metà della ruota.
Il motore era il Curtiss V-1570, come richiesto dall'USAAC: si trattava di un dodici cilindri a V di 60° raffreddato a liquido, in grado di sviluppare la potenza di 600 hp (447 kW), azionante un'elica Hamilton Standard a passo fisso e bipala.
L'armamento era costituito da cinque mitragliatrici calibro 0.30 in, di cui quattro disposte a coppie in ciascuna semiala e una brandeggiabile nell'abitacolo posteriore, e da 400 lb (181 kg), oppure 488 lb (221 kg), di bombe disposte in rastrelliere subalari.

## Impiego operativo

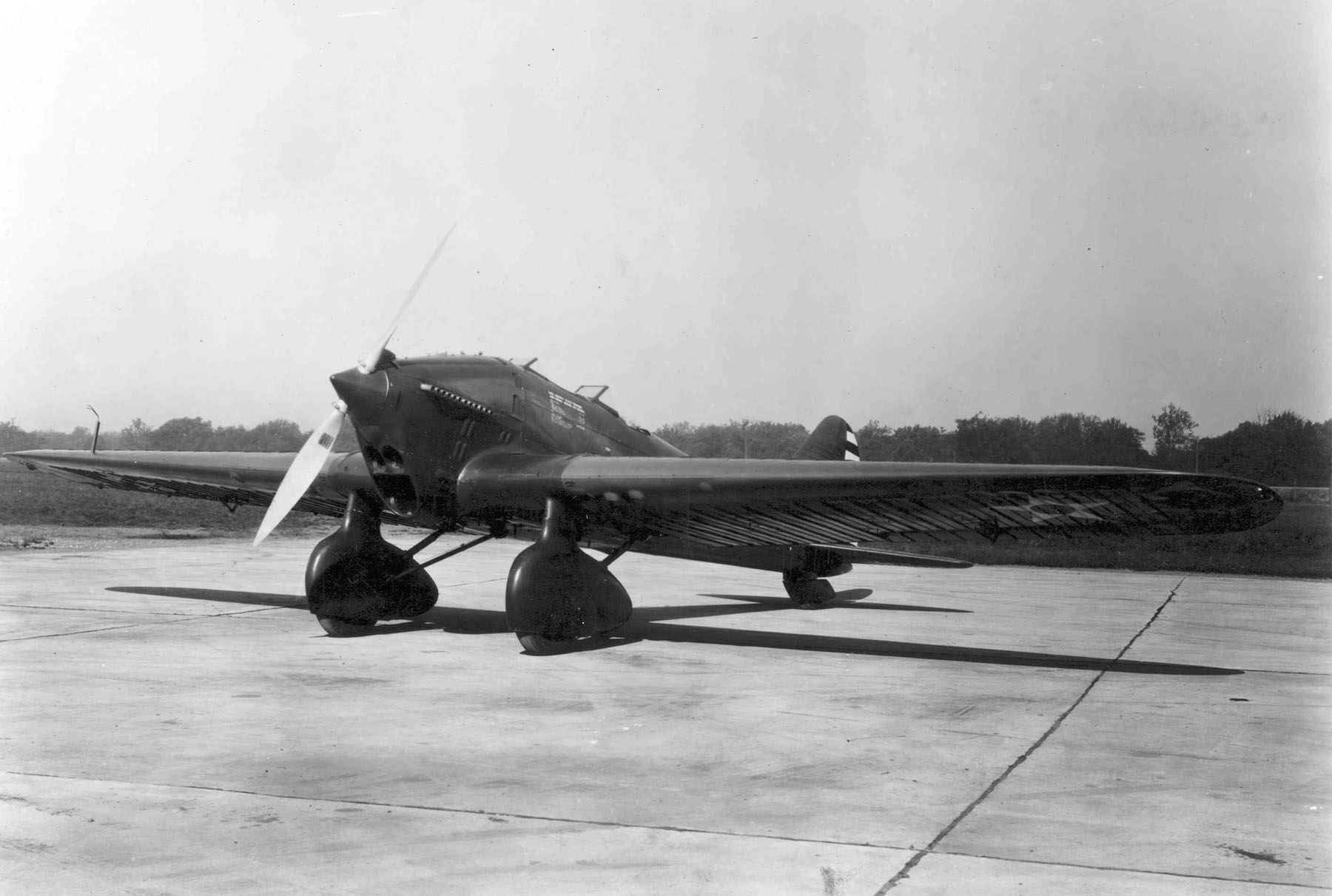
Un'immagine dell'XA-7 nella configurazione modificata; si notino il muso più affilato e le nuove carenature del carrello d'atterraggio.

Dopo il ritorno in fabbrica, l'XA-7 subì modifiche apprezzabili sia nelle forme del muso che nelle gambe del carrello. Il primo acquisì andamento maggiormente appuntito, in particolare nell'ogiva dell'elica, mentre nel secondo vennero drasticamente riviste le carenature delle ruote che acquisirono la conformazione «a ghette».
Nella nuova veste l'aereo venne riconsegnato alle autorità militare nel mese di settembre, per le prove comparative con il Curtiss XA-8, in confronto al quale presentava soluzioni tecniche maggiormente avanzate. Le prove di volo risultarono tuttavia favorevoli al velivolo della Curtiss che fu quindi oggetto di un ordine di produzione da parte dell'USAAF. Di conseguenza il progetto dell'XA-7 fu abbandonato.

## Utilizzatori
Stati Uniti
- United States Army Air Forces

### Annotazioni
1. ↑  Identificati operativamente con le sigle da «A-3» ad «A-6» a seconda delle versioni.
2. ↑  Conformazione delle carenature simile a quella del Westland Lysander.

### Fonti
1. 1 2 3 4  Johnson, 2008, p. 16.
2. 1 2  General Aviation (Fokker) XA-7, in "joebaugher.com".
3. 1 2 3 4 5 6 7 8  General Aviation 17 XA-7, in "1000aircraftphotos.com".
4. ↑  Johnson, 2008, p. 18.